# Judo en los Juegos Mediterráneos de 2009

Pictograma de judo

La competición de judo en los Juegos Mediterráneos de 2009 se realizó en el pabellón Palasport R. Febo de la ciudad de Pescara (Italia) entre el 2 y el 5 de julio de 2009.

## Resultados

### Masculino
| Evento          | Oro                         | Plata                      | Bronce                                                    |
| --------------- | --------------------------- | -------------------------- | --------------------------------------------------------- |
| 60 kg (02.07)   | Elio Verde · Italia         | Yann Siccardi Mónaco       | Dimokritos Manousaridis · Grecia / · Fadi Darwich · Siria |
| 66 kg (03.07)   | Miloš Mijalković Serbia     | Ahmed Awad · Egipto        | Francesco Faraldo · Italia / · Rok Drakšič · Eslovenia    |
| 73 kg (04.07)   | Giovanni Di Cristo · Italia | Mohamed Riad Francia       | Kiyoshi Uematsu · España / · Sezer Huysuz · Turquía       |
| 81 kg (04.07)   | Aljaž Sedej Eslovenia       | Hatem Abdelakher · Egipto  | Antonio Ciano · Italia / · Safouane Attaf · Marruecos     |
| 90 kg (05.07)   | Ilias Iliadis · Grecia      | Mohamed el Assri Marruecos | Lyes Bouyakoub · Argelia / · Lorenzo Bagnoli · Italia     |
| 100 kg (04.07)  | Ramadan Darwish · Egipto    | Cyril Maret Francia        | Amar Benikhlef Argelia / Amel Mekić Bosnia y Herzegovina  |
| +100 kg (05.07) | Teddy Riner Francia         | Anis Chedli Túnez          | Islam Elshehaby · Egipto / · Ángel Parra Labajos · España |

### Femenino
| Evento         | Oro                           | Plata                             | Bronce                                                         |
| -------------- | ----------------------------- | --------------------------------- | -------------------------------------------------------------- |
| 48 kg (02.07)  | Elena Moretti · Italia        | Chahnez Mbarki Túnez              | Laetitia Payet Francia / Derya Cıbır Turquía                   |
| 52 kg (02.07)  | Hajer Barhoumi Túnez          | Rosalba Forciniti · Italia        | Ana Carrascosa Zaragoza · España / · Petra Nareks · Eslovenia  |
| 57 kg (03.07)  | Ioulietta Boukouvala · Grecia | Barbara Harel Francia             | Lila Latrous Argelia / Tina Trstenjak Eslovenia                |
| 63 kg (03.07)  | Urška Žolnir Eslovenia        | Irène Chevreuil Francia           | Kahina Saidi · Argelia / · Dimitra Androutsou · Grecia         |
| 70 kg (05.07)  | Marie Pasquet Francia         | Rasa Sraka Eslovenia              | Leire Iglesias Armiño · España / · Erica Barbieri · Italia     |
| 78 kg (04.07)  | Lucie Louette Francia         | Houda Milet Túnez                 | Rachida Ouardane · Argelia / · Raquel Prieto Madrigal · España |
| +78 kg (05.07) | Lucija Polavder Eslovenia     | Larisa Cerić Bosnia y Herzegovina | Nihel Cheikh Rouhou Túnez / Gülşah Kocatürk Turquía            |

## Medallero
| Núm. | País                 | Oro | Plata | Bronce | Total |
| ---- | -------------------- | --- | ----- | ------ | ----- |
| 1    | Francia              | 3   | 4     | 1      | 8     |
| 2    | Italia               | 3   | 1     | 4      | 8     |
| 3    | Eslovenia            | 3   | 1     | 3      | 7     |
| 4    | Grecia               | 2   | 0     | 2      | 4     |
| 5    | Túnez                | 1   | 3     | 1      | 5     |
| 6    | Egipto               | 1   | 2     | 1      | 4     |
| 7    | Serbia               | 1   | 0     | 0      | 1     |
| 8    | Bosnia y Herzegovina | 0   | 1     | 1      | 2     |
| 8    | Marruecos            | 0   | 1     | 1      | 2     |
| 10   | Mónaco               | 0   | 1     | 0      | 1     |
| 11   | Argelia              | 0   | 0     | 5      | 5     |
| 11   | España               | 0   | 0     | 5      | 5     |
| 13   | Turquía              | 0   | 0     | 3      | 3     |
| 14   | Siria                | 0   | 0     | 1      | 1     |
|      | TOTAL                | 14  | 14    | 28     | 56    |

- Datos: Q2549187